# Ctenodiscus orientalis
Ctenodiscus orientalis är en sjöstjärneart som beskrevs av Fisher 1913. Ctenodiscus orientalis ingår i släktet Ctenodiscus och familjen Ctenodiscidae.
Artens utbredningsområde är Sulusjön. Inga underarter finns listade i Catalogue of Life.